# Germano Pierdomenico
Germano Pierdomenico (Torrevecchia Teatina, 6 dicembre 1967) è un dirigente sportivo ed ex ciclista su strada italiano, professionista dal 1990 al 2000.

## Carriera
Dopo la gavetta tra i dilettanti passò professionista nel 1990 con la GIS Gelati. Corridore generoso, ottenne solamente due vittorie nella sua carriera: una tappa del Grand Prix Tell, breve corsa a tappe svizzera, nel 1992 e una tappa all'Herald Sun Tour, altra breve corsa a tappe che si disputa in Australia, nel 1995.
Per quel che riguarda i Grandi Giri, Pierdomenico prese parte a quattro edizioni del Giro d'Italia: nel 1991 giunse terzo nella settima tappa con arrivo a Melfi e nella classifica finale giunse trentanovesimo a 1h 35' 01" da Franco Chioccioli; nel 1992 si classificò invece sessantottesimo a 2h 53' 36" da Miguel Indurain; nel 1997 fu trentaseiesimo a 1h 34' 22" da Ivan Gotti ed infine nel 1998 si piazzò terzo nella tappa con arrivo a Carpi, ritirandosi però a pochi giorni dalla conclusione. Nel 1993 e 1996 prese parte alla Vuelta a España, ma in entrambe le occasioni si ritirò.
La sua annata migliore fu la stagione 1998, in cui si segnalò per i piazzamenti in corse molto importanti: si classificò infatti secondo al Giro di Romagna ed alla Freccia del Brabante, terzo al Gran Premio di Chiasso, sesto all'Amstel Gold Race (allora prova valida per la Coppa del mondo) e nella Tirreno-Adriatico e nono alla Parigi-Bruxelles.
Corse ancora per due anni, prima di abbandonare l'attività al termine della stagione 2000, dopo aver corso in carriera nelle file di GIS Gelati, Mercatone Uno, Amore & Vita-Galatron e Cantina Tollo.
Svestiti i panni del ciclista professionista, rimase all'interno dell'ambiente ciclistico, intraprendendo l'attività di direttore sportivo.

## Palmarès
- 1989 (Dilettante)

Coppa Fiera di Mercatale
- 1992

1ª tappa Grand Prix Tell
- 1995

13ª tappa Herald Sun Tour

## Piazzamenti

### Grandi Giri
- Giro d'Italia

1991: 39º
1992: 68º
1997: 36º
1998: ritirato
- Vuelta a España

1993: ritirato
1996: ritirato

### Classiche monumento
- Milano-Sanremo

1990: 106º
1991: 79º
1992: 190º
1993: 57º
1995: 148º
1998: 88º
- Giro delle Fiandre

1998: 25º
- Liegi-Bastogne-Liegi

1998: 50º